# The Primal Call
The Primal Call er en amerikansk stumfilm fra 1911 af D. W. Griffith.

## Medvirkende
- Wilfred Lucas
- Claire McDowell
- Grace Henderson
- Dell Henderson
- Joseph Graybill